# Muhammad al-Ward
Muhammad Abd al-Hamid al-Ward, ar. محمد عبد الحميد الورد (ur. 23 lutego 1923 w Aleksandrii) – egipski zapaśnik walczący w obu stylach. Dwukrotny olimpijczyk. Odpadł w eliminacjach turnieju w Londynie 1948 i Helsinkach 1952. Startował w kategorii 52 kg w stylu wolnym.
Trzeci na mistrzostwach świata w 1950. Piąty na mistrzostwach Europy w 1949. Wicemistrz igrzysk śródziemnomorskich w 1951.
Na turnieju olimpijskim w Londynie w 1948 przegrał ze Szwedem Thure Johanssonem, a potem został zdyskwalifikowany. Natomiast 4 lata później w Helsinkach przegrał z Amerykaninem Hugh Peerym i Japończykiem Yūshū Kitano.